# Achatkasten von Oviedo

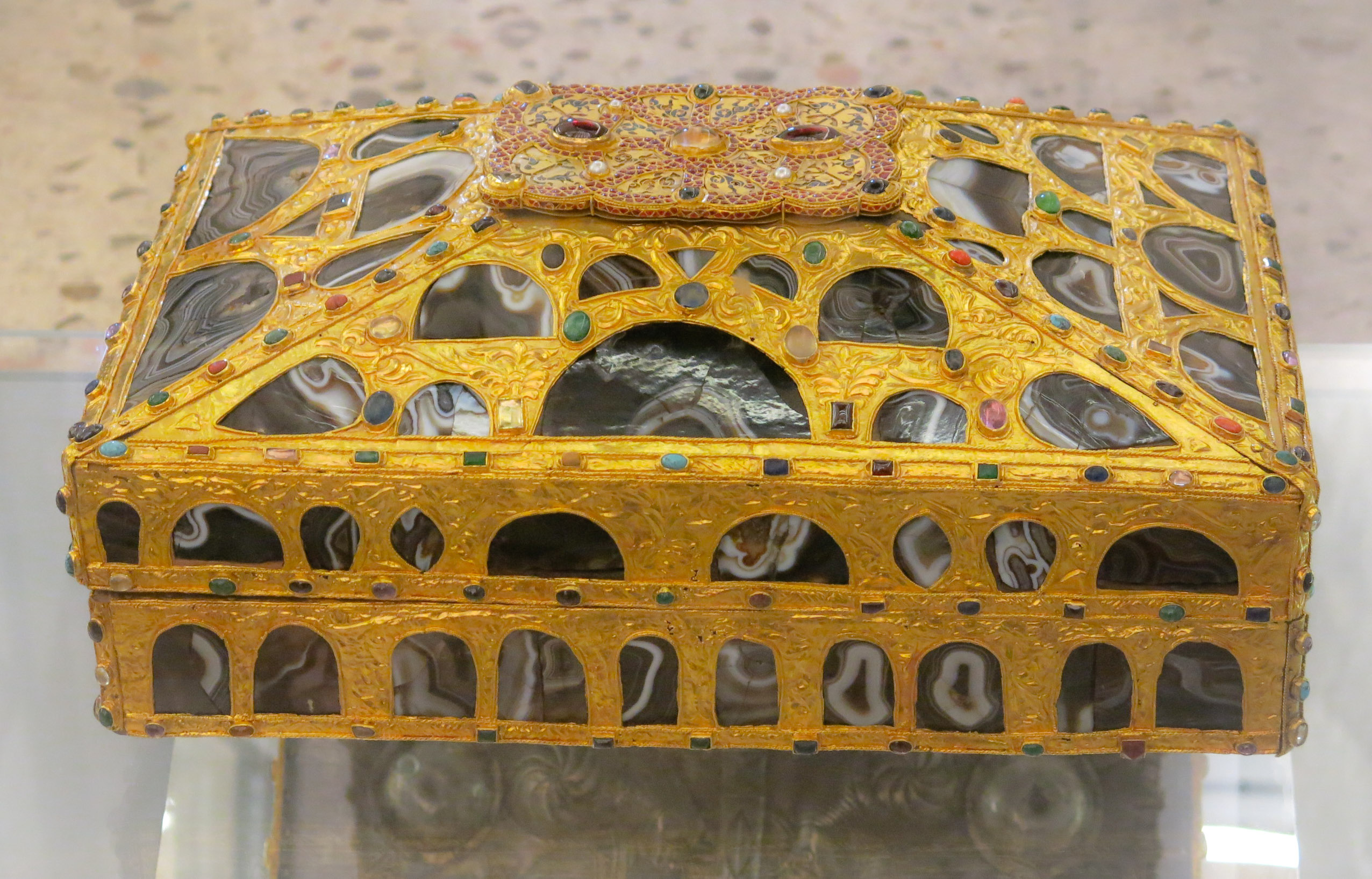
Achatkasten von Oviedo

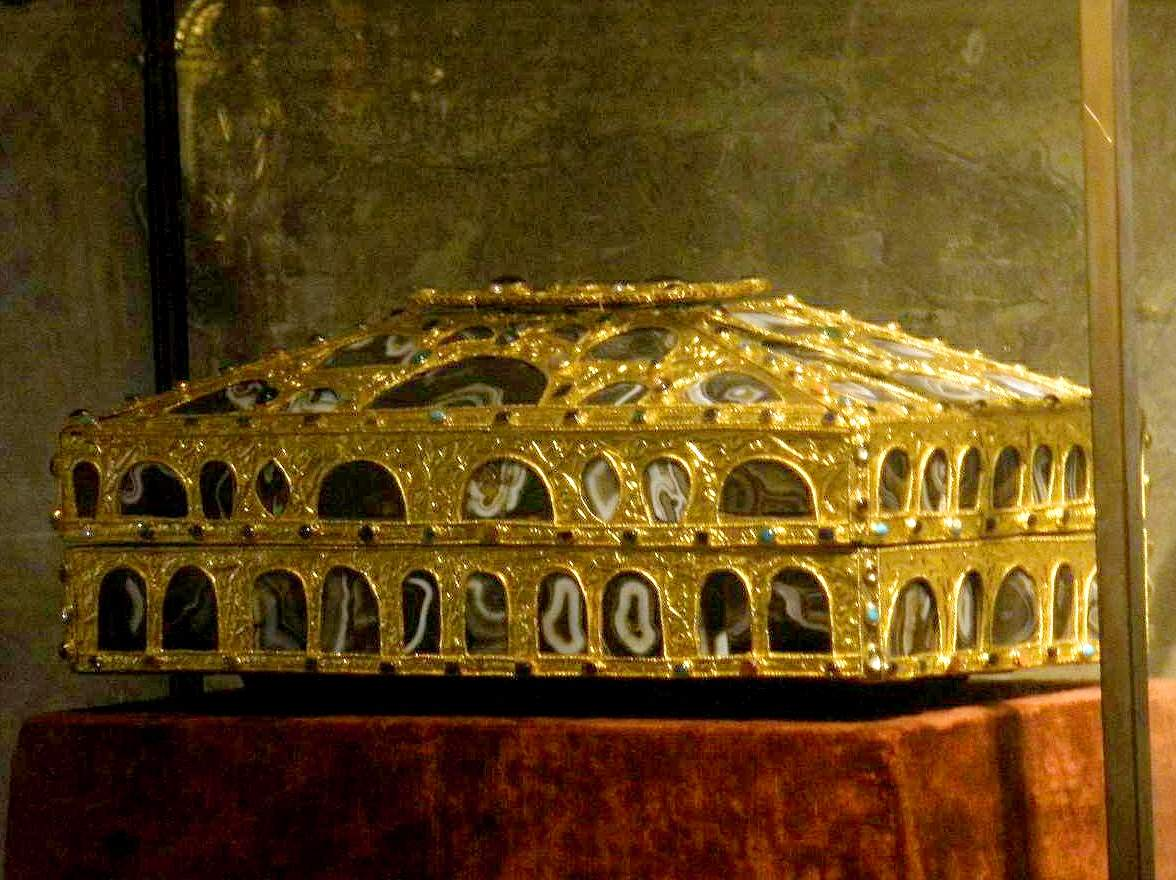
Achatkasten von Oviedo

Der Achatkasten von Oviedo (Caja de las Ágatas) ist ein Reliquienbehälter. Er gehört seit 910 zu dem Kirchenschatz, der in der Cámara Santa in der Kathedrale von Oviedo in Spanien verwahrt wird.

## Geschichte
Der Achatkasten von Oviedo wurde zu Beginn des 10. Jahrhunderts hergestellt und der Kathedrale 910 von Prinz Fruela von Asturien, dem späteren König Fruela II., und seiner ersten Frau Nunilo („Jimena“) geschenkt, was die Stifterinschrift festhält. Seitdem gehört er zum Kirchenschatz der Kathedrale.
Während des asturischen Bergarbeiterstreiks 1934 wurde von den Revolutionären unter der Cámara Santa eine Bombe gezündet. Dabei erlitten auch die dort aufbewahrten Gegenstände, darunter der Achatkasten, schwere Schäden. Bis 1942 dauerte die Restaurierung. Dabei wurden jedoch keine Vorkehrungen getroffen, um später zu ermöglichen, die ursprüngliche Substanz von den ergänzten Teilen zu unterscheiden.

1977 wurde der Achatkasten von Oviedo zusammen mit anderen Gegenständen aus der Cámara Santa gestohlen und vom Dieb zerlegt. Bevor er die Beute verkaufen konnte, wurde er jedoch gefasst. 
 Anlässlich der nun erneut erforderlichen Wiederherstellung wurde eine Kommission unter dem Vorsitz des Dompropstes gebildet, um den Prozess zu beauftragen und zu überwachen. Nach Abschluss der Arbeiten kehrte der Achatkasten am 14. September 1985 in die Cámara Santa zurück.

## Beschreibung
Der Achatkasten ist ein rechteckiger Kasten aus Zypressenholz. Seine Abmessungen betragen 16,5 × 42,4 × 27,1 cm. Der Deckel ist als Pyramidenstumpf ausgebildet, dessen flache Oberseite mit einer zweitverwendeten Goldschmiedearbeit der Maße 150 × 100 mm gedeckt ist. Der Kasten wiegt 7,4 kg.
Er ist mit geprägtem Goldblech verkleidet und mit stilisierten pflanzlichen Motiven verziert. In dem Goldblech befinden sich 99 Öffnungen, die meisten davon hufeisen- oder halbkreisförmig oder halbelliptisch, einige wenige auch ellipsoid, alle von unregelmäßiger Form und unterschiedlicher Größe. In den 99 Öffnungen liegen etwa 3 mm dicke Achatplatten. Diese geben dem Kasten seinen Namen. An den Seiten der Schachtel sind die Achatplättchen in zwei übereinander liegenden Reihen angeordnet, weitere auf den Schrägen des Deckels. Insgesamt wurden hier 212 Achate verwendet. Einige sind Ersatzstücke, die nach den schweren Beschädigungen 1934 und 1977 eingesetzt wurden.
Die rechteckige Platte, die den flachen Teil des Deckels bedeckt, ist älter als der Rest des Achatkastens. Sie verweist auf karolingische Kunst, wurde hier zweitverwendet und vor der Mitte des 9. Jahrhunderts geschaffen. Ursprünglich könnte es eine Gürtelschnalle oder eine Fibel gewesen sein. Die Basis der Platte besteht aus Gold, auf der Zellen aufliegen, die Granatfragmente enthalten und eine kurvenförmige Zeichnungen bilden. Auf der Plakette befinden sich 655 Granate, 4 Perlen, 12 Emaillen und 13 als Cabochon geschliffene Edelsteine. Der Platz zwischen den Steinen ist mit Emaillearbeiten gefüllt, die Drachen, Tiere und stilisierte Bäume zeigen.
Der Boden des Achatkastens besteht aus massivem Silber und ist mit 129 Nägeln an dem Zypressenholzkorpus befestigt. Hier befindet sich eine Inschrift mit den Namen der Stifter und einer Darstellung der Evangelistensymbole in mozarabischem Stil. Die Evangelistensymbole sind um eine stilisierte Darstellung des Kreuzes des Sieges angeordnet, das ebenfalls in der Cámara Santa in Oviedo aufbewahrt wird und 908 von König Alfons III. von Asturien und seiner Frau, Königin Jimena von Navarra, den Eltern von Prinz Fruela (II.), der Kathedrale von Oviedo geschenkt wurde. Die Inschrift auf dem Boden des Achatkastens von Oviedo ist einpunziert und lautet:
- Oben: SVSCEPTVM PLACIDE MANEAT HOC IN HORE DI QVOD
- Rechts: OFFERVNT FAMVLI XPI FROILA ET NVNILO COGNOMENTO / SCEMENA HOC OPVS PERFECTVM ET CONCES
- Unten: SVM EST SCO SALVATORI OVETENSIS QVISQVIS
- Links: AVFERRE HOC DONARIA NSA PRESVNSERI FVLMINE DIVINO / INTEREAT IPSE OPERATVM EST ERA DCCCCXLVIII

Übersetzt: Lasst dies zu Ehren Gottes geschehen, angeboten von den Dienern Christus‘ Fruela und Nunilo, genannt „Jimena“. Diese Arbeit wurde angefertigt und der Kirche San Salvador in Oviedo gestiftet. Wer auch immer beabsichtigt, dieses, unser Geschenk, zu stehlen, soll durch den göttlichen Strahl zugrunde gehen. Es wurde in der Epoche 948 angefertigt.

## Kunsthistorische Bewertung
Der Achatkasten von Oviedo gilt neben dem Kreuz des Sieges, dem Kreuz der Engel und der Arqueta de San Genadio als eines der vier Spitzenwerke der asturischer, präromanischer Goldschmiedekunst. Stilistisch weist er sowohl auf Bezüge nach Mitteleuropa als auch in den südspanisch, damals arabischen, Raum.